# Alchemilla sandiensis
Alchemilla sandiensis é uma espécie de rosácea do gênero Alchemilla, pertencente à família Rosaceae.